# アワーグラスモード

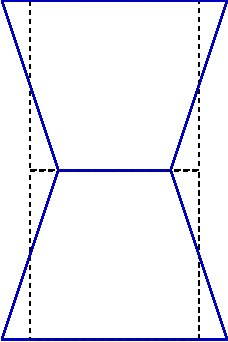
アワーグラスモード

アワーグラスモード（英: hourglass mode）とは、有限要素法において、変形しているにもかかわらずひずみがゼロとなる状態（モード）のことであり、ゼロエネルギーモードともいう。その不適切な変形の様子が砂時計（アワーグラス）の形をしていることからアワーグラスモードと言われている。変位速度の拘束条件が緩いことが原因で生じる。

## 具体例

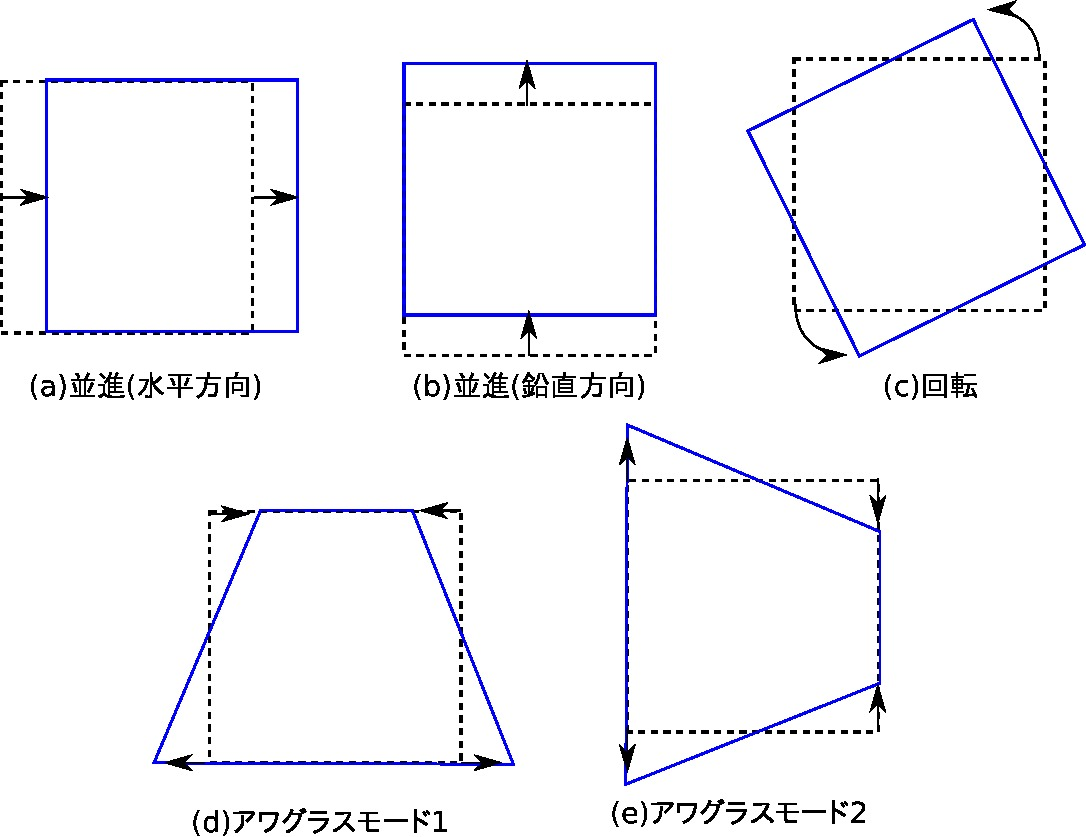
ひずみがゼロとなる5つのモード

例えば、ある要素においてひずみ速度、変位速度をそれぞれε、u とすると、これらの関係式は次式のようになる。
{\displaystyle {\boldsymbol {\varepsilon }}=B{\boldsymbol {u}}}
B マトリクスは、四角形四節点で解析を行なう場合 3×8 のマトリクスとなるので、ε = 0 となるモードは線形代数の知識を用いれば5つであることがわかる。そのうち3つは剛体移動であるが、残りの2つはアワーグラスモードになる。